# ITTF World Tour 2017
 (août 2019).
Navigation
ITTF World Tour  2016 ITTF World Tour  2018
L'ITTF World Tour 2017 aussi appelé ITTF Pro Tour 2017 est une série de tournois professionnels de tennis de table (masculins et féminins) organisé par l'ITTF. La saison se tient du 19 janvier 2017 au 14 décembre 2017. Le calendrier compte plusieurs catégories de tournois différents : les tournois majeurs World Tour Platinum, les tournois World Tour et la Grande Finale.

## Nouveautés
- La saison ne regroupe plus que 13 tournois au lieu de 21 en 2016.
- Les Super Series et Major Series sont remplacés par les tournois majeurs World Tour Platinum et les tournois World Tour.
- Un total de 9 tournois sont supprimés de l'ITTF Pro Tour 2017. Il s'agit de l'Open du Koweït, l'Open du Chili, l'Open de Pologne, l'Open du Nigeria, l'Open de Croatie, l'Open de Slovénie, l'Open de Corée du Nord, l'Open de Biélorussie et l'Open de Belgique. Néanmoins, ces tournois existent toujours.
- Un nouveau tournoi fait son apparition dans le calendrier, l'Open d'Inde.

## Calendrier
| WT= World Tour            |
| WTP = World Tour Platinum |
| GF = Grande Finale        |

| Tour | Evenement                  | Ville         | Lieu                               | Date         | Date         | Prix (USD) | Ref.   |
| Tour | Evenement                  | Ville         | Lieu                               | Début        | Fin          | Prix (USD) | Ref.   |
| ---- | -------------------------- | ------------- | ---------------------------------- | ------------ | ------------ | ---------- | ------ |
| 1    | Open de Hongrie            | Budapest      | SYMA Sports and Conference Centre  | 19 janvier   | 22 janvier   | 70,000     | [ 1 ]  |
| 2    | Open d'Inde                | New Delhi     | Thyagaraj Sports Complex           | 16 février   | 19 février   | 150,000    | [ 2 ]  |
| 3    | Open du Qatar              | Doha          | Ali Bin Hamad Al Attiya Arena      | 23 février   | 26 février   | 220,000    | [ 3 ]  |
| 4    | Open de Core du Sud        | Incheon       | Namdong Gymnasium                  | 20 avril     | 23 avril     | 155,000    | [ 4 ]  |
| 5    | Open du Japon              | Tokyo         | Tokyo Metropolitan Gymnasium       | 16 juin      | 18 juin      | 220,000    | [ 5 ]  |
| 6    | Open de Chine              | Chengdu       | Sichuan Provincial Gymnasium       | 22 juin      | 25 juin      | 220,000    | [ 6 ]  |
| 7    | Open d'Australie           | Gold Coast    | Gold Coast Sports & Leisure Centre | 4 juillet    | 7 juillet    | 400,000    | [ 7 ]  |
| 8    | Open de Bulgarie           | Panagyurishte | Arena Asarel                       | 17 aout      | 20 aout      | 80,000     | [ 8 ]  |
| 9    | Open de République Tchèque | Olomouc       | OMEGA Sport Center                 | 24 aout      | 2 aout       | 100,000    | [ 9 ]  |
| 10   | Open d'Autriche            | Linz          | TipsArena Linz                     | 19 septembre | 24 septembre | 125,000    | [ 10 ] |
| 11   | Open d'Allemagne           | Magdeburg     | GETEC Arena                        | 10 novembre  | 12 novembre  | 120,000    | [ 11 ] |
| 12   | Open de Suède              | Stockholm     | à déterminer                       | 16 novembre  | 19 novembre  | 70,000     | [ 12 ] |
| 13   | Grande Finale              | Astana        | "Daulet" Sports Complex            | 14 décembre  | 17 décembre  | 500,000    |        |

## Palmarès

### World Tour
| N°      | Tournoi                                     | Simples messieurs                           | Simples dames                               | Doubles messieurs                           | Doubles dames                               | Simples messieurs U21                       | Simples dames U21                           |
|         | Vainqueurs des tournois World Tour Platinum | Vainqueurs des tournois World Tour Platinum | Vainqueurs des tournois World Tour Platinum | Vainqueurs des tournois World Tour Platinum | Vainqueurs des tournois World Tour Platinum | Vainqueurs des tournois World Tour Platinum | Vainqueurs des tournois World Tour Platinum |
| ------- | ------------------------------------------- | ------------------------------------------- | ------------------------------------------- | ------------------------------------------- | ------------------------------------------- | ------------------------------------------- | ------------------------------------------- |
| 3 (de)  | Open du Qatar                               | Ma Long                                     | Chen Meng                                   | Masataka Morizono Yuya Oshima               | Chen Meng Wang Manyu                        | Lam Siu Hang                                | Doo Hoi Kem                                 |
| 5 (de)  | Open du Japon                               | Ma Long                                     | Sun Yingsha                                 | Ma Long Xu Xin                              | Chen Xingtong Sun Yingsha                   | Lim Jong-hoon                               | Yuka Umemura                                |
| 6 (de)  | Open de Chine                               | Dimitrij Ovtcharov                          | Ding Ning                                   | Jin Ueda Maharu Yoshimura                   | Ding Ning Liu Shiwen                        | Yuto Kizukuri                               | Maki Shiomi                                 |
| 7 (de)  | Open d'Australie                            | Vladimir Samsonov                           | Chen Meng                                   | Jang Woo-jin Park Gang-hyeon                | Chen Meng Zhu Yuling                        | Park Gang-hyeon                             | Saki Shibata                                |
| 10 (de) | Open d'Autriche                             | Lin Gaoyuan                                 | Wang Manyu                                  | Koki Niwa Jin Ueda                          | Chen Xingtong Sun Yingsha                   | Xue Fei                                     | Zhang Rui                                   |
| 11 (de) | Open d'Allemagne                            | Dimitrij Ovtcharov                          | Chen Meng                                   | Jung Young-sik Lee Sang-su                  | Hina Hayata Miu Hirano                      | Xue Fei                                     | Chen Ke                                     |
|         | Vainqueurs des tournois World Tour          |                                             |                                             |                                             |                                             |                                             |                                             |
| 1 (de)  | Open de Hongrie                             | Yan An                                      | Chen Xingtong                               | Fang Bo Zhou Yu                             | Chen Xingtong Li Jiayi                      | Kirill Gerassimenko                         | Zeng Jian                                   |
| 2 (de)  | Open d'Inde                                 | Dimitrij Ovtcharov                          | Sakura Mori                                 | Masataka Morizono Yuya Oshima               | Matilda Ekholm Georgina Póta                | Asuka Sakai                                 | Sakura Mori                                 |
| 4 (de)  | Open de Corée du Sud                        | Timo Boll                                   | Feng Tianwei                                | Jang Woo-jin Jeong Sang-eun                 | Shan Xiaona Petrissa Solja                  | Lim Jong-hoon                               | Minami Ando                                 |
| 8 (de)  | Open de Bulgarie                            | Dimitrij Ovtcharov                          | Kasumi Ishikawa                             | Jin Ueda Maharu Yoshimura                   | Kasumi Ishikawa Mima Ito                    | Mizuki Oikawa                               | Mizuki Morizono                             |
| 9 (de)  | Open de République Tchèque                  | Tomokazu Harimoto                           | Mima Ito                                    | Patrick Franziska Jonathan Groth            | Hina Hayata Mima Ito                        | Can Akkuzu                                  | Adriana Díaz                                |
| 12 (de) | Open de Suède                               | Xu Xin                                      | Chen Xingtong                               | Fan Zhendong Xu Xin                         | Hina Hayata Mima Ito                        | Park Gang-hyeon                             | Zhang Rui                                   |
|         | Vainqueurs des grandes finales ITTF         |                                             |                                             |                                             |                                             |                                             |                                             |
| 13 (de) | Grande Finale                               | Fan Zhendong                                | Chen Meng                                   | Masataka Morizono Yuya Oshima               | Chen Meng Zhu Yuling                        |                                             |                                             |

### Finales simples messieurs
| Tournoi                    | Vainqueur          | Finaliste          | Score |
| Open de Hongrie            | Yan An             | Shang Kun          | 4-2   |
| Open d'Inde                | Dimitrij Ovtcharov | Harimoto Tomokazu  | 4-0   |
| Open du Qatar              | Ma Long            | Fan Zhendong       | 4-2   |
| Open de Corée du Sud       | Timo Boll          | Patrick Franziska  | 4-0   |
| Open du Japon              | Ma Long            | Fan Zhendong       | 4-1   |
| Open de Chine              | Dimitrij Ovtcharov | Timo Boll          | 4-3   |
| Open d'Australie           | Vladimir Samsonov  | Simon Gauzy        | 4-1   |
| Open de Bulgarie           | Dimitrij Ovtcharov | Kenta Matsudaira   | 4-1   |
| Open de République Tchèque | Harimoto Tomokazu  | Timo Boll          | 4-2   |
| Open d'Autriche            | Lin Gaoyuan        | Yan An             | 4-1   |
| Open d'Allemagne           | Dimitrij Ovtcharov | Timo Boll          | 4-3   |
| Open de Suède              | Xu Xin             | Fan Zhendong       | 4-1   |
| Grande finale              | Fan Zhendong       | Dimitrij Ovtcharov | 4-0   |

## Grande finale

### Qualifiés

#### Simples hommes
Dimitrij Ovtcharov (Allemagne), Timo Boll (Allemagne), Fan Zhendong (China), Lin Gaoyuan (China), Tomokazu Harimoto (Japan), Simon Gauzy (France), Vladimir Samsonov (Belarus), Kenta Matsudaira (Japan), Fang Bo (China), Koki Niwa (Japan), Wong Chun Ting (Hong Kong), Xu Xin (China), Masaki Yoshida (Japan), Yuya Oshima (Japan), Chuang Chih-Yuan (Chinese Taipei), Kirill Gerassimenko (Kazakhstan)

#### Simples dames:
Chen Meng (China), Wang Manyu (China), Kasumi Ishikawa (Japan), Mima Ito (Japan), Gu Yuting (China), Zhu Yuling (China), Feng Tianwei (Singapore), Chen Xingtong (China), Sakura Mori (Japan), Shan Xiaona (Allemagne), Hina Hayata (Japan), Miu Hirano (Japan), Han Ying (Germany), Doo Hoi Kem (Hong Kong), Hitomi Sato (Japan), Cheng I-Ching (Chinese Taipei)

#### Doubles hommes:
Jin Ueda / Maharu Yoshimura (Japan), Masataka Morizono / Yuya Oshima (Japan), Ruwen Filus / Ricardo Walther (Allemagne), Patrick Franziska / Jonathan Groth (Allemagne / Denmark), Tomokazu Harimoto / Yuto Kizukuru (Japan), Ho Kwan Kit / Wong Chun Ting (Hong Kong), Chen Chien-An / Chiang Hung-Chieh (Chinese Taipei), Kristian Karlsson / Mattias Karlsson (Sweden)

#### Doubles dames:
Matilda Ekholm / Georgina Pota (Sweden / Hungary), Chen Meng / Zhu Yuling (China), Jeon Jihee / Yang Haeun (Korea), Hina Hayata / Mima Ito (Japan), Doo Hoi Kem / Lee Ho Ching (Hong Kong), Honoka Hashimoto / Hitomi Sato (Japan), Chen Szu-Yu / Cheng I-Ching (Chinese Taipei), Barbora Balazova / Hana Matelova (Slovakia / Czech Republic)

### Résultats
| Event             | Or                            | Argent                     | Bronze                          |
| ----------------- | ----------------------------- | -------------------------- | ------------------------------- |
| Simples messieurs | Fan Zhendong                  | Dimitrij Ovtcharov         | Timo Boll                       |
| Simples messieurs | Fan Zhendong                  | Dimitrij Ovtcharov         | Lin Gaoyuan                     |
| Simples dames     | Chen Meng                     | Zhu Yuling                 | Chen Xingtong                   |
| Simples dames     | Chen Meng                     | Zhu Yuling                 | Gu Yuting                       |
| Doubles messieurs | Masataka Morizono Yuya Oshima | Ho Kwan Kit Wong Chun Ting | Jin Ueda Maharu Yoshimura       |
| Doubles messieurs | Masataka Morizono Yuya Oshima | Ho Kwan Kit Wong Chun Ting | Chen Chien-An Chiang Hung-Chieh |
| Doubles dames     | Chen Meng Zhu Yuling          | Mima Ito Hina Hayata       | Honoka Hashimoto Hitomi Sato    |
| Doubles dames     | Chen Meng Zhu Yuling          | Mima Ito Hina Hayata       | Doo Hoi Kem Lee Ho Ching        |

#### Simples hommes
|  | Huitièmes de finale | Huitièmes de finale | Huitièmes de finale | Huitièmes de finale |                    |                    | Quarts de finale | Quarts de finale | Quarts de finale | Quarts de finale |  |  | Demi-finales | Demi-finales | Demi-finales | Demi-finales |  |  | Finale | Finale | Finale | Finale |
|  |                     |                     |                     |                     |                    |                    |                  |                  |                  |                  |  |  |              |              |              |              |  |  |        |        |        |        |
|  |                     |                     |                     |                     |                    |                    |                  |                  |                  |                  |  |  |              |              |              |              |  |  |        |        |        |        |
|  | Dimitrij Ovtcharov  | Dimitrij Ovtcharov  | 4                   | 4                   |                    |                    |                  |                  |                  |                  |  |  |              |              |              |              |  |  |        |        |        |        |
|  | Dimitrij Ovtcharov  | Dimitrij Ovtcharov  | 4                   | 4                   |                    |                    |                  |                  |                  |                  |  |  |              |              |              |              |  |  |        |        |        |        |
|  | Koki Niwa           | Koki Niwa           | 3                   | 3                   |                    |                    |                  |                  |                  |                  |  |  |              |              |              |              |  |  |        |        |        |        |
|  | Koki Niwa           | Koki Niwa           | 3                   | 3                   | Dimitrij Ovtcharov | Dimitrij Ovtcharov | 4                | 4                |                  |                  |  |  |              |              |              |              |  |  |        |        |        |        |
|  |                     |                     |                     |                     | Dimitrij Ovtcharov | Dimitrij Ovtcharov | 4                | 4                |                  |                  |  |  |              |              |              |              |  |  |        |        |        |        |
|  |                     |                     | Harimoto Tomokazu   | Harimoto Tomokazu   | 3                  | 3                  |                  |                  |                  |                  |  |  |              |              |              |              |  |  |        |        |        |        |
|  | Kirill Gerassimenko | Kirill Gerassimenko | Harimoto Tomokazu   | Harimoto Tomokazu   | 3                  | 3                  | 0                | 0                |                  |                  |  |  |              |              |              |              |  |  |        |        |        |        |
|  | Kirill Gerassimenko | Kirill Gerassimenko |                     |                     |                    |                    |                  | 0                |                  |                  |  |  |              |              |              |              |  |  |        |        |        |        |
|  | Harimoto Tomokazu   | Harimoto Tomokazu   | 4                   | 4                   |                    |                    |                  |                  |                  |                  |  |  |              |              |              |              |  |  |        |        |        |        |
|  | Harimoto Tomokazu   | Harimoto Tomokazu   | 4                   | 4                   | Dimitrij Ovtcharov | Dimitrij Ovtcharov | 4                | 4                |                  |                  |  |  |              |              |              |              |  |  |        |        |        |        |
|  |                     |                     |                     |                     | Dimitrij Ovtcharov | Dimitrij Ovtcharov | 4                | 4                |                  |                  |  |  |              |              |              |              |  |  |        |        |        |        |
|  |                     |                     | Lin Gaoyuan         | Lin Gaoyuan         | 3                  | 3                  |                  |                  |                  |                  |  |  |              |              |              |              |  |  |        |        |        |        |
|  | Simon Gauzy         | Simon Gauzy         | Lin Gaoyuan         | Lin Gaoyuan         | 3                  | 3                  | 0                | 0                |                  |                  |  |  |              |              |              |              |  |  |        |        |        |        |
|  | Simon Gauzy         | Simon Gauzy         |                     |                     |                    |                    |                  | 0                |                  |                  |  |  |              |              |              |              |  |  |        |        |        |        |
|  | Fang Bo             | Fang Bo             | 4                   | 4                   |                    |                    |                  |                  |                  |                  |  |  |              |              |              |              |  |  |        |        |        |        |
|  | Fang Bo             | Fang Bo             | 4                   | 4                   | Fang Bo            | Fang Bo            | 1                | 1                |                  |                  |  |  |              |              |              |              |  |  |        |        |        |        |
|  |                     |                     |                     |                     | Fang Bo            | Fang Bo            | 1                | 1                |                  |                  |  |  |              |              |              |              |  |  |        |        |        |        |
|  |                     |                     | Lin Gaoyuan         | Lin Gaoyuan         | 4                  | 4                  |                  |                  |                  |                  |  |  |              |              |              |              |  |  |        |        |        |        |
|  | Yoshida Masaki      | Yoshida Masaki      | Lin Gaoyuan         | Lin Gaoyuan         | 4                  | 4                  | 0                | 0                |                  |                  |  |  |              |              |              |              |  |  |        |        |        |        |
|  | Yoshida Masaki      | Yoshida Masaki      |                     |                     |                    |                    |                  | 0                |                  |                  |  |  |              |              |              |              |  |  |        |        |        |        |
|  | Lin Gaoyuan         | Lin Gaoyuan         | 4                   | 4                   |                    |                    |                  |                  |                  |                  |  |  |              |              |              |              |  |  |        |        |        |        |
|  | Lin Gaoyuan         | Lin Gaoyuan         | 4                   | 4                   | Dimitrij Ovtcharov | Dimitrij Ovtcharov | 0                | 0                |                  |                  |  |  |              |              |              |              |  |  |        |        |        |        |
|  |                     |                     |                     |                     | Dimitrij Ovtcharov | Dimitrij Ovtcharov | 0                | 0                |                  |                  |  |  |              |              |              |              |  |  |        |        |        |        |
|  |                     |                     | Fan Zhendong        | Fan Zhendong        | 4                  | 4                  |                  |                  |                  |                  |  |  |              |              |              |              |  |  |        |        |        |        |
|  | Fan Zhendong        | Fan Zhendong        | Fan Zhendong        | Fan Zhendong        | 4                  | 4                  | 4                | 4                |                  |                  |  |  |              |              |              |              |  |  |        |        |        |        |
|  | Fan Zhendong        | Fan Zhendong        |                     |                     |                    |                    |                  | 4                |                  |                  |  |  |              |              |              |              |  |  |        |        |        |        |
|  | Chuang Chih-yuan    | Chuang Chih-yuan    | 2                   | 2                   |                    |                    |                  |                  |                  |                  |  |  |              |              |              |              |  |  |        |        |        |        |
|  | Chuang Chih-yuan    | Chuang Chih-yuan    | 2                   | 2                   | Fan Zhendong       | Fan Zhendong       | 4                | 4                |                  |                  |  |  |              |              |              |              |  |  |        |        |        |        |
|  |                     |                     |                     |                     | Fan Zhendong       | Fan Zhendong       | 4                | 4                |                  |                  |  |  |              |              |              |              |  |  |        |        |        |        |
|  |                     |                     | Xu Xin              | Xu Xin              | 1                  | 1                  |                  |                  |                  |                  |  |  |              |              |              |              |  |  |        |        |        |        |
|  | Kenta Matsudaira    | Kenta Matsudaira    | Xu Xin              | Xu Xin              | 1                  | 1                  | 0                | 0                |                  |                  |  |  |              |              |              |              |  |  |        |        |        |        |
|  | Kenta Matsudaira    | Kenta Matsudaira    |                     |                     |                    |                    |                  | 0                |                  |                  |  |  |              |              |              |              |  |  |        |        |        |        |
|  | Xu Xin              | Xu Xin              | 4                   | 4                   |                    |                    |                  |                  |                  |                  |  |  |              |              |              |              |  |  |        |        |        |        |
|  | Xu Xin              | Xu Xin              | 4                   | 4                   | Fan Zhendong       | Fan Zhendong       | 4                | 4                |                  |                  |  |  |              |              |              |              |  |  |        |        |        |        |
|  |                     |                     |                     |                     | Fan Zhendong       | Fan Zhendong       | 4                | 4                |                  |                  |  |  |              |              |              |              |  |  |        |        |        |        |
|  |                     |                     | Timo Boll           | Timo Boll           | 2                  | 2                  |                  |                  |                  |                  |  |  |              |              |              |              |  |  |        |        |        |        |
|  | Vladimir Samsonov   | Vladimir Samsonov   | Timo Boll           | Timo Boll           | 2                  | 2                  | 3                | 3                |                  |                  |  |  |              |              |              |              |  |  |        |        |        |        |
|  | Vladimir Samsonov   | Vladimir Samsonov   |                     |                     |                    |                    |                  | 3                |                  |                  |  |  |              |              |              |              |  |  |        |        |        |        |
|  | Wong Chun Ting      | Wong Chun Ting      | 4                   | 4                   |                    |                    |                  |                  |                  |                  |  |  |              |              |              |              |  |  |        |        |        |        |
|  | Wong Chun Ting      | Wong Chun Ting      | 4                   | 4                   | Wong Chun Ting     | Wong Chun Ting     | 2                | 2                |                  |                  |  |  |              |              |              |              |  |  |        |        |        |        |
|  |                     |                     |                     |                     | Wong Chun Ting     | Wong Chun Ting     | 2                | 2                |                  |                  |  |  |              |              |              |              |  |  |        |        |        |        |
|  |                     |                     | Timo Boll           | Timo Boll           | 4                  | 4                  |                  |                  |                  |                  |  |  |              |              |              |              |  |  |        |        |        |        |
|  | Timo Boll           | Timo Boll           | Timo Boll           | Timo Boll           | 4                  | 4                  | 4                | 4                |                  |                  |  |  |              |              |              |              |  |  |        |        |        |        |
|  | Timo Boll           | Timo Boll           |                     |                     |                    |                    |                  | 4                |                  |                  |  |  |              |              |              |              |  |  |        |        |        |        |
|  | Oshima Yuya         | Oshima Yuya         | 2                   | 2                   |                    |                    |                  |                  |                  |                  |  |  |              |              |              |              |  |  |        |        |        |        |
|  | Oshima Yuya         | Oshima Yuya         | 2                   | 2                   |                    |                    |                  |                  |                  |                  |  |  |              |              |              |              |  |  |        |        |        |        |
|  |                     |                     |                     |                     |                    |                    |                  |                  |                  |                  |  |  |              |              |              |              |  |  |        |        |        |        |

- Fan Zhendong remporte la grande du World Tour pour la première fois. Son adversaire du jour Dimitrij Ovtcharov devient lui, numéro un mondial à l'issue du tournoi[14].

## Challenge Series
L' ITTF Challenge Series 2017 est la saison inaugurale du circuit professionnel secondaire de tennis de table de la Fédération internationale de tennis de table, un niveau inférieur au ITTF World Tour.
Six tournois ont eu lieu en Europe, deux en Asie, deux en Amérique du Sud et un en Afrique.
| N°[réf. nécessaire] | Lieu                         | Date          | Messieurs             | Messieurs                         | Messieurs          | Dames             | Dames                           | Dames            | Dotation[réf. nécessaire] |
| N°[réf. nécessaire] | Lieu                         | Date          | Simple                | Double                            | U-21               | Simple            | Double                          | U-21             | Dotation[réf. nécessaire] |
| ------------------- | ---------------------------- | ------------- | --------------------- | --------------------------------- | ------------------ | ----------------- | ------------------------------- | ---------------- | ------------------------- |
| 1                   | Open de Biélorussie, Minsk   | 15.3.–19.3.   | Vladimir Samsonov     | Daniel Górak Wang Zengyi          | Cristian Pletea    | Hitomi Satō       | Miyu Katō Misaki Morizono       | Saki Shibata     | $ 40.000                  |
| 2                   | Open de Thaïlande Bangkok    | 29.3.–2.4.    | Jin Ueda              | Kenji Matsudaira Jin Ueda         | Yuma Tsuboi        | Hitomi Satō       | Honoka Hashimoto Hitomi Satō    | Saki Shibata     | $ 35.000                  |
| 3                   | Open du Chili, Santiago      | 26.4.–30.4.   | Soumyajit Ghosh       | Amalraj Anthony Soumyajit Ghosh   | Horacio Cifuentes  | Caroline Kumahara | Ana Codina Candela Molero       | Valentina Rios   | $ 35.000                  |
| 4                   | Open de Slovénie, Otočec     | 26.4.–30.4.   | Bastian Steger        | Choi Won-jin Lee Jung-woo         | Yuki Matsuyama     | Hitomi Satō       | Matilda Ekholm Georgina Póta    | Adriana Díaz     | $ 35.000                  |
| 5                   | Open de Croatie, Zagreb      | 2.5.–6.5.     | Panayiótis Ghiónis    | Viktor Brodd Hampus Nordberg      | Koyo Kanamitsu     | Honoka Hashimoto  | Honoka Hashimoto Hitomi Satō    | Adina Diaconu    | $ 35.000                  |
| 6                   | Open du Brésil, São Paulo    | 3.5.–7.5.     | Hugo Calderano        | Hugo Calderano Gustavo Tsuboi     | Andréa Landrieu    | Bernadette Szőcs  | Bernadette Szőcs Audrey Zarif   | Bruna Takahashi  | $ 35.000                  |
| 7                   | Corée du Nord Pyongyang      | 2.8.–6.8.     | Pak Sin-hyok          | Choe Il Pak Sin-hyok              | Kim Ok-chan        | Kim Song-i        | Choe Hyon-hwa Kim Song-i        | Ri Hyon-sim      | $ 35.000                  |
| 8                   | Open du Nigeria Lagos        | 9.8.–13.8.    | Omar Assar            | Antoine Hachard Grégoire Jean     | Youssef Abdel-Aziz | Dina Meshref      | Bernadett Bálint Szandra Pergel | Giorgia Piccolin | $ 46.000                  |
| 9                   | Open de Pologne, Częstochowa | 4.10.–8.10.   | Quadri Aruna          | Ho Kwan Kit Ng Pak Nam            | Mizuki Oikawa      | Mima Itō          | Doo Hoi Kem Lee Ho Ching        | Nina Mittelham   | $ 35.000                  |
| 10                  | Open de Belgique, Le Coq     | 31.10.–4.11.  | Kim Dong-hyun         | Patrick Franziska Ricardo Walther | Shunsuke Togami    | Saki Shibata      | Honoka Hashimoto Hitomi Satō    | Li Yu-Jhun       | $ 35.000                  |
| 11                  | Open d'Espagne, Almería      | 22.11.–26.11. | Sathiyan Gnanasekaran | Cho Seung-min Park Gang-hyeon     | Lam Siu Hang       | Hina Hayata       | Jeon Ji-hee Yang Ha-eun         | Satsuki Ōdō      | $ 70.000                  |